# Huesecillos del oído
La cadena de huesecillos (también llamados osículos auditivos) son huesos cortos e irregulares, que forman una cadena situada en la cavidad timpánica del oído medio. En los mamíferos son tres (martillo, yunque y estribo) y en otros vertebrados terrestres solo existe uno (la columela).
La longitud total de la cadena de osículos es de unos 18 mm. Son los huesos más pequeños del cuerpo humano.
Su principal función consiste en transmitir el movimiento del tímpano al oído interno, a través de la ventana oval. El pie del estribo empuja la ventana oval poniendo en movimiento el material linfático (linfa) contenido en el oído interno. Su ausencia produce una pérdida auditiva de moderada a grave.
El tímpano protege a estos pequeños huesos. Por ejemplo, sin la membrana timpánica el hecho de sumergirse en el agua no sería posible, pues la presión del agua rompería esta cadena e impediría la escucha (provocaría sordera). De ahí que las personas con perforación de tímpano usen tapones.

## Anatomía

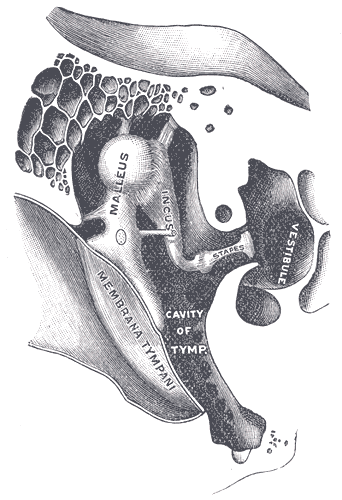
Cadena de huesecillos y sus ligamentos, vistos desde el frente en una sección vertical, transversa del tímpano.

Los huesecillos son en orden desde el tímpano hasta el oído interno: martillo, yunque y estribo (en latín malleus, incus, y stapes).
- Martillo

El martillo o malleus presenta una cabeza, un cuello, un manubrio, un umbus y dos apófisis, una lateral y otra anterior. Está conectando el oído medio con la faringe y transmite las vibraciones sonoras al yunque, mediante la articulación incudomaleolar. Está en contacto con el tímpano.
Sirve como una conexión que recibe las ondas sonoras. Es el primero de la cadena de huesillos osículos.
- Yunque

Como su nombre indica, la forma del yunque recuerda al yunque de un herrero, con un cuerpo y dos ramas. Se conecta con el martillo mediante la articulación incudomalear y con el estribo mediante la articulación incudoestapedial.
- Estribo

El estribo recuerda por su forma anatómica al estribo de un jinete. Consta de una base, un asa en forma de herradura y una cabeza. Se articula por un lado con el yunque y está adherido en condiciones normales a la ventana oval del oído interno. El músculo del estribo está inervado por el séptimo par craneal (facial). Es el hueso más pequeño del cuerpo humano.
- Lenticular

Tienen como objetivo conectar la membrana timpánica con la ventana oval, siendo éstos el medio normal para la transmisión del sonido a través del oído medio.

## Función
Cuando las ondas sonoras hacen vibrar la membrana timpánica o tímpano, esta a su vez mueve el huesecillo más cercano, el martillo, al que está unida. El martillo, entonces, transmite las vibraciones por medio del yunque y el estribo hasta la membrana oval, que cierra la abertura al vestíbulo del oído interno.
Los huesecillos le dan al tímpano ventaja mecánica por medio de acción más leve y una reducción en el área de distribución de fuerza; las vibraciones resultantes serían mucho menores si las ondas de sonido fueran transmitidas directamente desde el oído externo a la membrana oval. Sin embargo, la extensión de los movimientos de los huesecillos se controla o restringe por ciertos músculos unidos a ellos (el tensor timpánico y el estapedio). Se cree que estos músculos pueden contraerse, amortiguando la vibración de los huesecillos para proteger el oído interno de los ruidos intensos excesivos (teoría 1) y que ellos dan mejor resolución de frecuencias a frecuencias altas, al reducir la transmisión de bajas frecuencias (teoría 2) (ver reflejo acústico). Estos músculos están más altamente desarrollados en los murciélagos que en otros mamíferos y les sirven para bloquear los gritos que emiten durante la ecolocalización (sonar).
Ocasionalmente las articulaciones entre los huesecillos se ponen rígidas. Esta afección otosclerosis, resulta en la fusión del estribo a la membrana oval. Esto reduce la audición y puede ser tratada quirúrgicamente.

## Desarrollo
Los estudios han mostrado que los huesos del oído en los embriones de mamíferos están unidos al dentario que es parte de la mandíbula. Estos son porciones osificadas de cartílago (llamado cartílago de Meckel) que se unen a la mandíbula. A medida que el embrión se desarrolla, el cartílago se endurece para formar hueso. Luego en el desarrollo, el la estructura ósea se separa de la mandíbula y migra al área del oído interno. La estructura se conoce como oído medio, y está formada por el martillo, el yunque y el estribo y la membrana timpánica. Estos corresponden a las estructuras cuadrado preartícular, articular y angular en la mandíbula del reptil.